# فرنسيسكو رودريغيز (لاعب كرة قاعدة مكسيكي)
فرنسيسكو رودريغيز (بالإسبانية: Francisco Rodríguez)‏ هو لاعب كرة قاعدة مكسيكي، ولد في 26 فبراير 1983 في مكسيكالي في المكسيك.

## وصلات خارجية
- فرنسيسكو رودريغيز على موقع دوري كرة القاعدة الرئيسي (الإنجليزية)
- فرنسيسكو رودريغيز على موقعبيزبول رفرنس.كوم (الدوري الرئيسي) (الإنجليزية)
- فرنسيسكو رودريغيز على موقعبيزبول رفرنس.كوم (الدوري الثانوي) (الإنجليزية)
- فرنسيسكو رودريغيز على موقع مشجعي الرسوم البيانية (الإنجليزية)